# Finlands demografi
Finlands demografi övervakas av myndigheten statistikmyndigheten Statistikcentralen. År 2020 var Finlands befolkning 5 525 292, vilket gör landet till det 26:e folkrikaste landet i Europa efter Danmark, liksom det 116:e mest folkrika landet i världen. År 2020 var Finlands summerade fruktsamhet 1,37, vilket gör Finlands till det land i Norden liksom i Nordeuropa med lägst summerad fruktsamhet. Den låga summerade fruktsamheten har bidragit till att Finland som enda land i Norden har en naturlig befolkningsminskning.
Finlands befolkning beräknas minska från och med 2034.